# Blefaroplastia

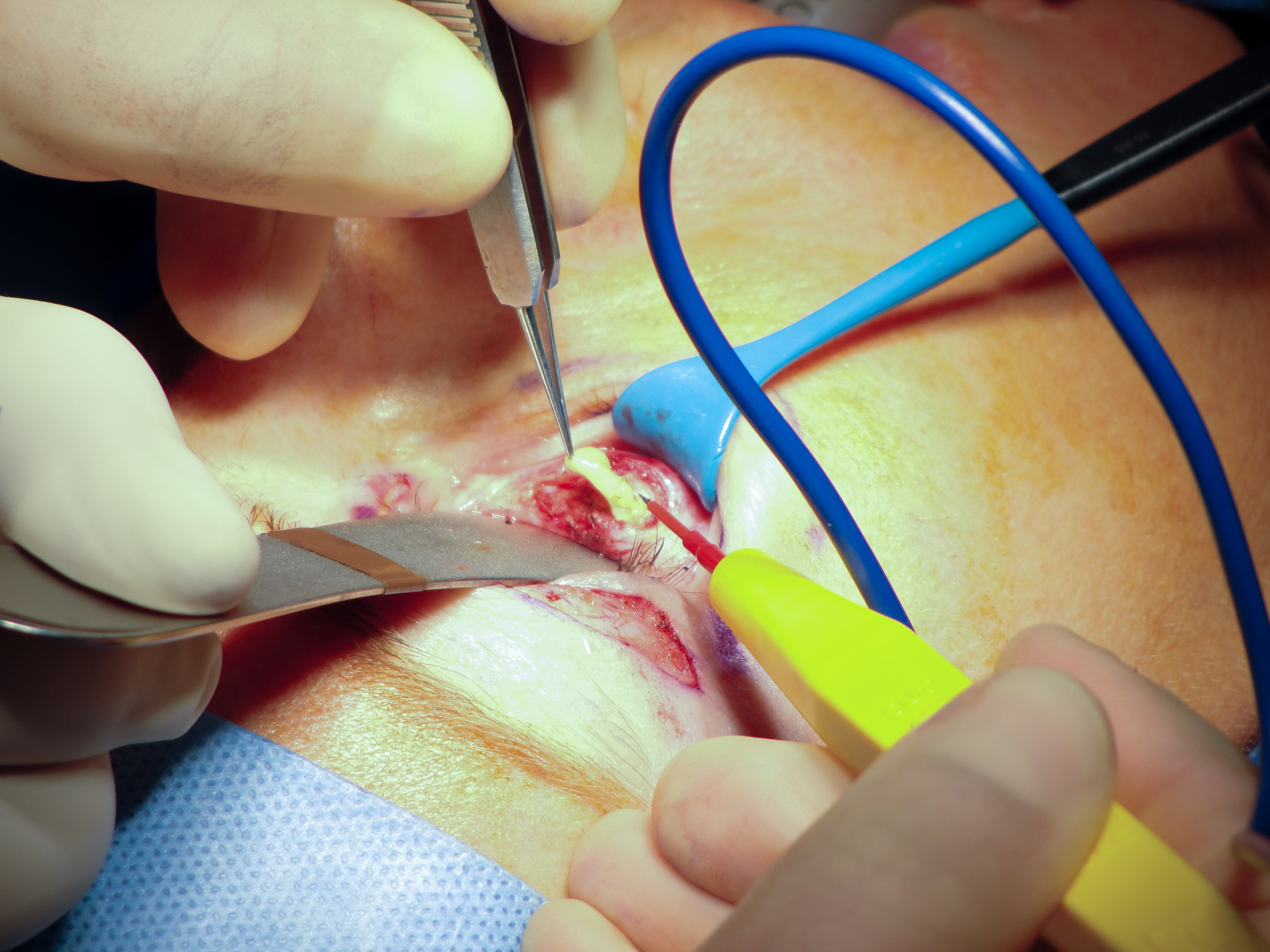
Blefaroplastia

Blefaroplastia é uma cirurgia estética destinada a remover a pele enrugada e descaída das pálpebras superiores e/ou inferiores.
À medida que a pessoa envelhece, a pele perde alguma da sua gordura e grande parte da sua elasticidade, tornando-se flácida e com rugas. Este processo, que pode ser acelerado pela perda súbita de peso, faz com que as pálpebras fiquem salientes. A remoção da pele em excesso - acompanhada de lipectomia - tem por fim melhorar a aparência do indivíduo.
Na blefaroplastia superior, remove-se, do centro de cada pálpebra superior, uma dobra horizontal de pele, de modo a que a cicatriz corra ao longo de uma prega natural. Na blefaroplastia inferior, a incisão é feita abaixo das pestanas, de modo a que a cicatriz fique na zona de sombra das mesmas e se prolongue obliquamente, de modo a parecer uma ruga de expressão.
A intervenção é realizada com anestesia local ou anestesia geral em regime de cirurgia de ambulatório e demora de uma a três horas. Inicia-se pela marcação, seguido da infiltração com anestésico e adrenalina. Com o bisturi, retira-se o fuso de pele e, em alguns casos, também uma faixa de músculo orbicular dos olhos. As bolsas de gordura, que estiverem em excesso, são aparadas e fecha-se a incisão com sutura com linha fina (nylon ou seda).
Após a cirurgia, o paciente sentirá ardor e terá equimoses e uma tumefacção ao redor dos olhos. Estes serão cobertos por um unguento antibiótico para evitar a infecção. Aplica-se também gelo sobre os olhos para reduzir a tumefacção e as equimoses. O primeiro desaparece, normalmente, ao fim de três dias, e as equimoses por volta das duas semanas. Os pontos de sutura são removidos três a cinco dias após a cirurgia e as cicatrizes tornam-se inaparentes ao fim de seis a doze meses, na maioria dos casos. Nas pessoas com propensão para a formação de quelóides, estas podem se manter, pelo que a consulta pré-operatória deve avaliar esse risco.

## References
1. ↑  Artioli, Silvana Schellini; Valezi, Vanessa Grandi; Passos, Walberto (agosto de 2012). «Complicações da blefaroplastia superior». Revista Brasileira de Oftalmologia (em inglês) (4): 253–255. ISSN 1982-8551. doi:10.1590/S0034-72802012000400010. Consultado em 11 de fevereiro de 2024
2. ↑  Avila-Ferrufino, Alejandro (9 de outubro de 2023). «Blefaroplastia superior: Recuperação, Antes e depois». Bellezie. Consultado em 11 de fevereiro de 2024